# ATLiens
ATLiens es el segundo álbum  del grupo de hip hop OutKast, de 1996. 

## Lista de canciones
1. You May Die (Intro) - 1:06
2. Two Dope Boyz (In A Cadillac) - 2:43
3. ATLiens - 3:52
4. Wheelz Of Steel - 4:04
5. Jazzy Belle - 4:13
6. Elevators (Me & You) - 4:26
7. Ova Da Wudz - 3:50
8. Babylon - 4:25
9. Wailin' - 2:00
10. Mainstream - 5:20
11. Decatur Psalm - 4:00
12. Millennium - 3:10
13. E.T. (Extraterrestrial) - 3:10
14. 13th Floor/Growing Old - 6:52
15. Elevators (ONP 86 Mix) - 4:40